# Погреб Ауэрбаха

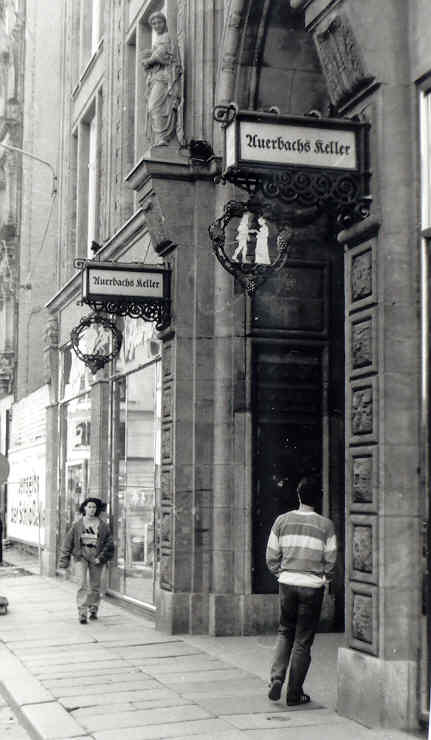
«Погреб Ауэрбаха». 1996

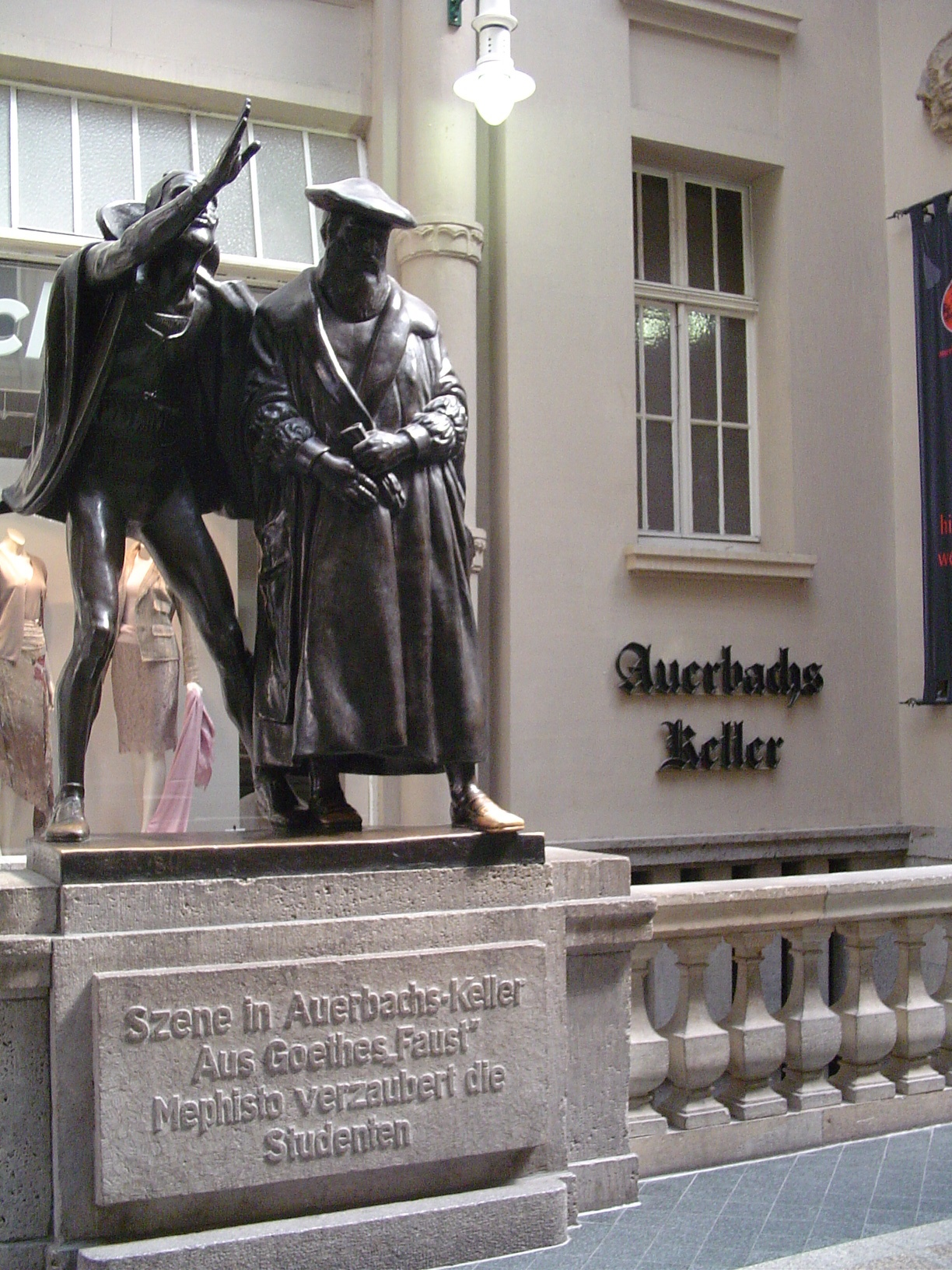
Мефистофель и Фауст на входе в «Погреб Ауэрбаха»

«Погреб Ауэрбаха» (нем. Auerbachs Keller) — самый известный и один из самых старинных ресторанов Лейпцига. В одном из американских исследований он занял пятое место среди самых известных ресторанов мира (после «Хофбройхауса» в Мюнхене, Caesars Palace в Лас-Вегасе, отеля «Захер» в Вене и Hard Rock Cafe в Лос-Анджелесе).

## История
«Погреб Ауэрбаха» расположен в старом центре Лейпцига на улице Гриммаише Штрассе (нем. Grimmaische Straße) внутри крытого торгового комплекса «Пассаж Медлера» в нескольких шагах от Рыночной площади. В ресторане работают четыре небольших исторических зала вместимостью 20—40 человек, места в которых требуется резервировать заранее: нем. Fasskeller («Бочковый погреб»), нем. Lutherzimmer («Зал Лютера»), нем. Goethezimmer («Зал Гёте») и нем. Alt-Leipzig («Старый Лейпциг») — а также построенный в 1913 году нем. Große Keller («Большой погреб»).
Первые упоминания о торговле вином на этом месте относятся к 1438 году. Своё современное название ресторан получил по имени своего владельца, члена городского совета и профессора медицины доктора Генриха Штромера родом из Ауэрбаха в Верхнем Пфальце, который был известен в Лейпциге просто как «доктор Ауэрбах». Разрешение на торговлю вином саксонский курфюрст пожаловал своему лейб-медику за отличную службу.
Своей популярностью «Погреб Ауэрбаха», ставший ещё в XVI веке одним из самых знаменитых винных погребков города, обязан в первую очередь Иоганну Вольфгангу Гёте. Во время своей учёбы в Лейпциге в 1765—1768 годах он частенько заглядывал в «Погреб Ауэрбаха» и слышал древнюю легенду о том, что здесь известный чернокнижник Иоганн Фауст проскакал по лестнице к выходу на улицу верхом на большой бочке, и такое дело не обошлось без помощи дьявола. Эта история и это место настолько впечатлили Гёте, что «Погреб Ауэрбаха» стал местом действия первой части его трагедии «Фауст».
В 1912—1914 годах «Погреб Ауэрбаха» подвергся значительной перестройке и расширению в ходе сноса верхних этажей средневекового здания для создания Пассажа Медлера.